# Monkey Jungle
Monkey Jungle è un parco di 0,35 km² creato da Joseph e Grace DuMond nel 1933 come centro studio e centro visite dedicato a scimmie che vivono in semilibertà.

## Storia
Il nucleo iniziale del parco fu creato da Joseph DuMond, uno studioso del comportamento animale del Connecticut, rilasciando nel 1933 sei esemplari in una proprietà di 10 acri nell'habitat naturale del sud della Florida.
La scelta della località avvenne per la similitudine del suo clima con quello dell'Asia sudorientale, da dove provenivano gli esemplari di macachi che aveva acquistato. Per fronteggiare le difficoltà economiche del periodo della grande depressione, a partire dal 1935 si iniziò a far pagare un biglietto di 10 centesimi ai visitatori che frequentavano il parco.
Inizialmente, non vi erano percorsi protetti per separare il pubblico dalle scimmie. Data la tendenza delle scimmie a difendere il proprio territorio dalla invasione dei visitatori, Joe DuMond decise di non chiudere in gabbia le scimmie, preferendo costruire percorsi protetti per i visitatori.
Quando Joe DuMond si ritirò nel 1955, suo fratello Frank subentrò come direttore del parco. Sotto la sua direzione il parco si espanse e si svilupparono nuovi progetti di ricerca. Nel 1960 venne aperta un'altra area di quattro acri dedicata alla foresta pluviale amazzonica, con animali di quella regione che vivono in un ambiente realizzato con piante native dell'America Meridionale.
Nell'agosto del 1992, il centro venne colpito dall'uragano Andrew che distrusse gran parte della vegetazione, successivamente progressivamente recuperata.

## Caratteristiche
Nel centro vivono circa 400 primati di 30 differenti specie che vivono principalmente in un parco aperto, con solo alcuni esemplari in cattività. I visitatori attraversano il parco percorrendo sentieri riparati da tunnel in rete metallica, come protezione dagli animali: da questo deriva lo slogan del parco "dove gli uomini sono in gabbia e le scimmie corrono libere".
Tra le specie esistenti nel parco si elencano gibboni, cercopitechi, scimmie ragno e scimmie leonine native della giungla brasiliana che, minacciate di estinzione, sono soggette nel parco ad un programma di protezione.

## Galleria d'immagini

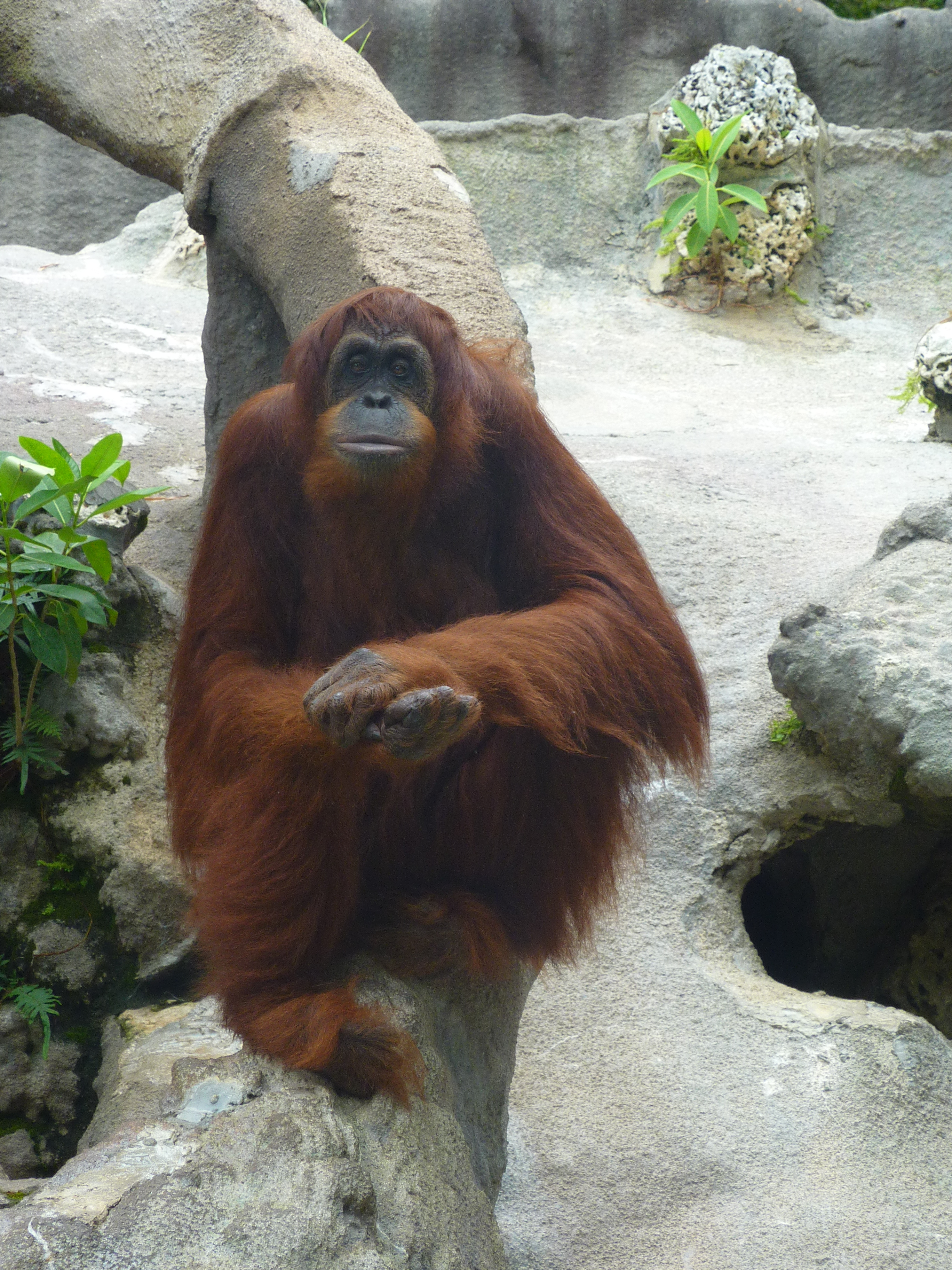
Orangotango
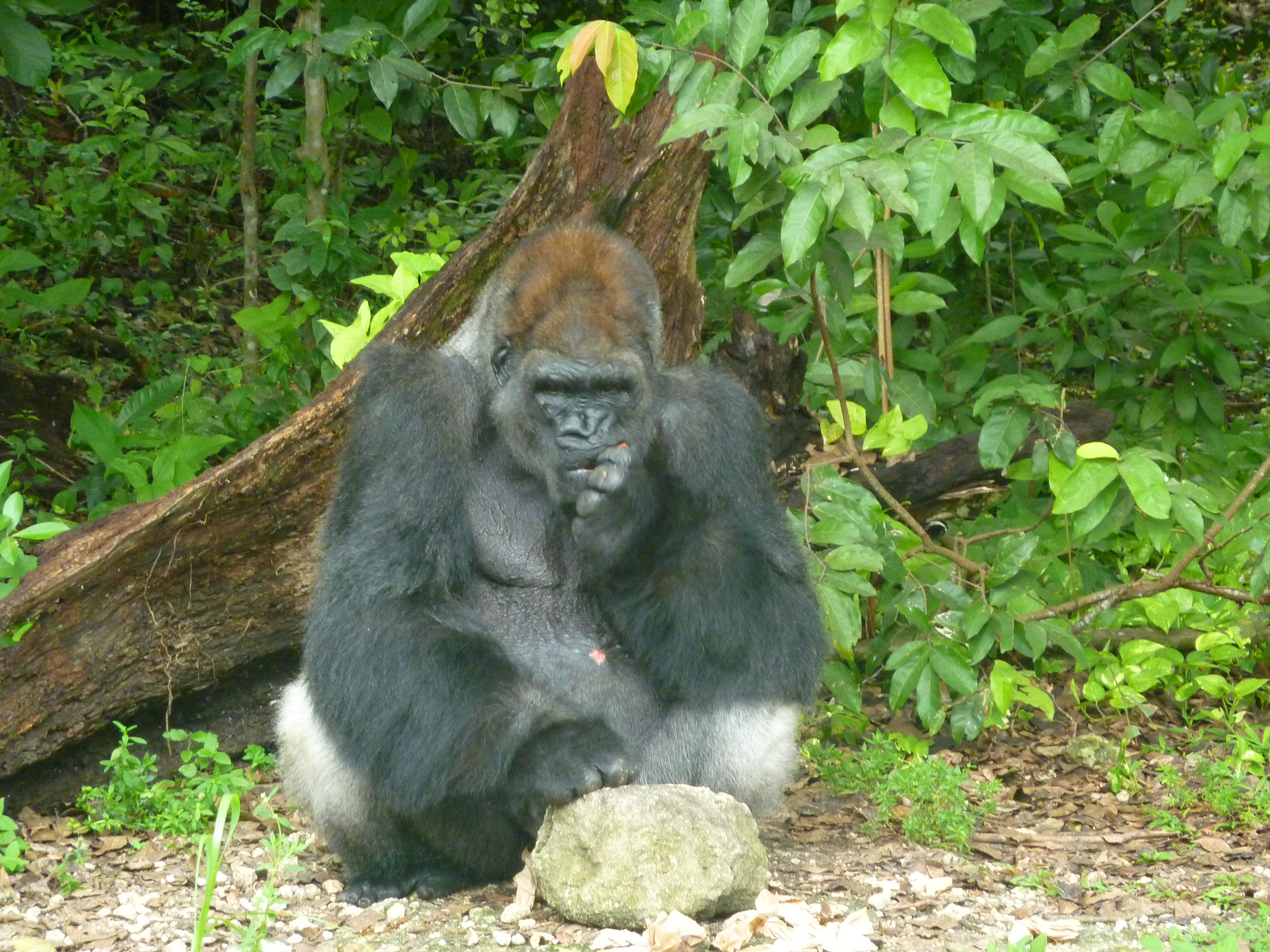
Gorilla
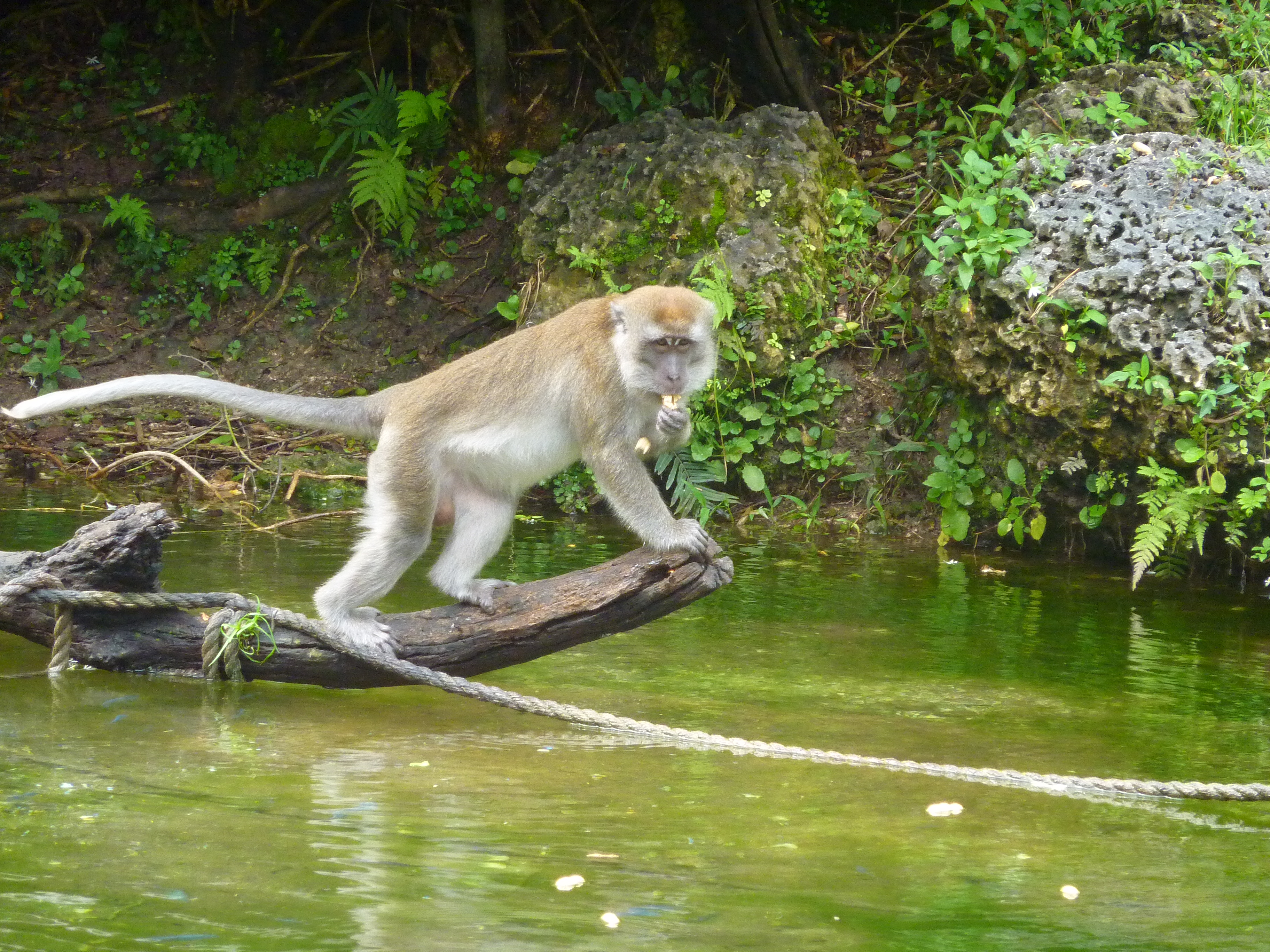
Macaco
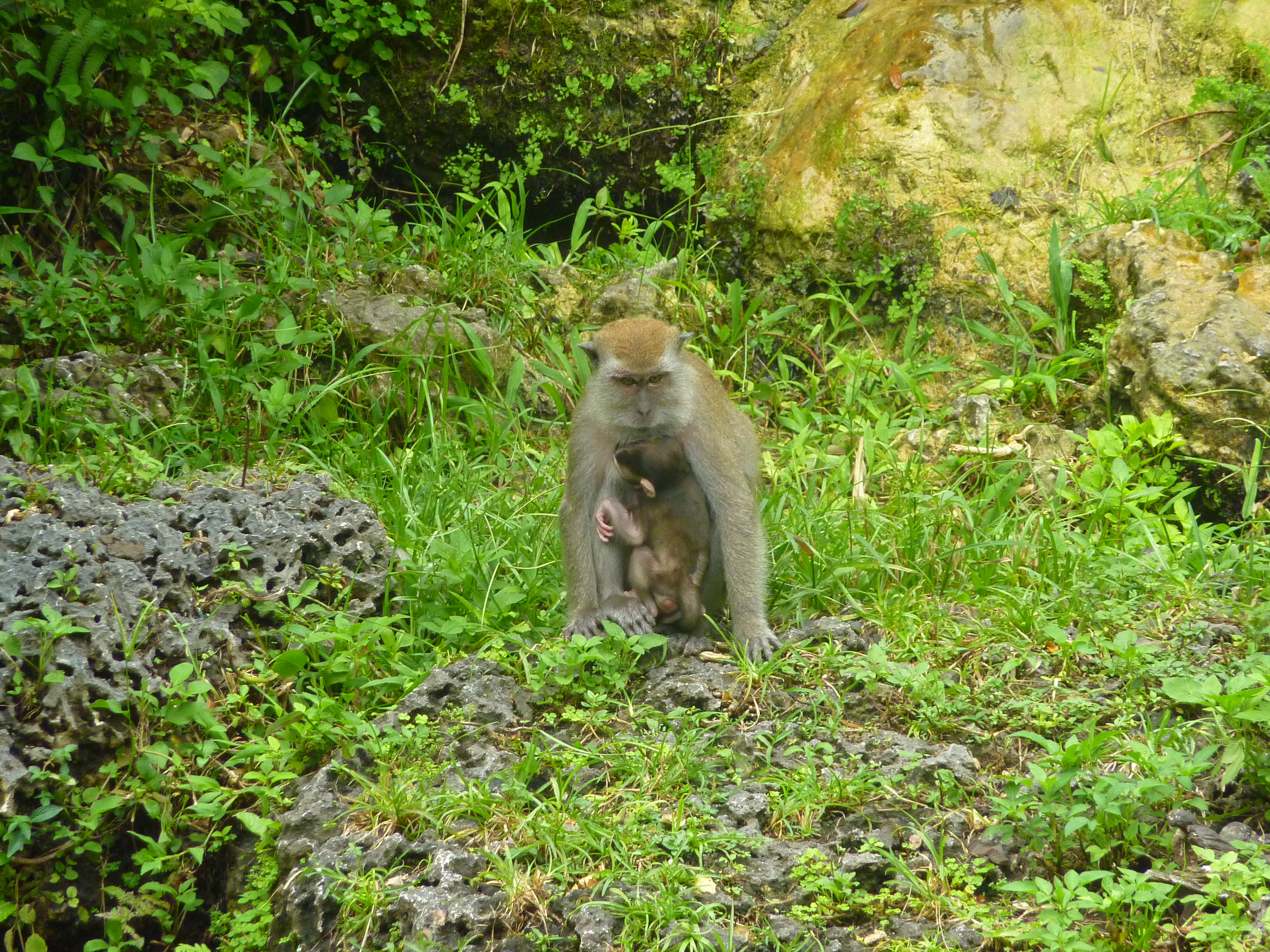
Macaco con cucciolo